# Strength of Steel
Strength of Steel ist das fünfte Album der kanadischen Heavy-Metal-Band Anvil und das zweite Studioalbum, das die Band nach vier Jahren Wartezeit veröffentlichte – die längste Zeitspanne zwischen zwei Studioalben, die es in den 1980er Jahren bei einer Metal-Band gegeben hatte. Es erschien am 21. Mai 1987 und markierte einen Wendepunkt in der Geschichte der Band. Durch die Mitwirkung von Paul „The Stemmer“ LaChapelle als Produzent konnte die Band ihre bis dato beste Produktion vorlegen, die sich deutlich von den rauen Produktionen der frühen 80er unterschied, gleichzeitig war aber auch ein Stilwechsel hörbar – im Gegensatz zu den Vorgängeralben waren die Lieder deutlich auf Radiotauglichkeit ausgerichtet (das war bei vielen älteren Metal-Bands Mitte der 80er Jahre nicht unüblich), auch die Geschwindigkeit wurde hinabgesenkt, wobei die für die Band charakteristische Härte trotzdem nicht komplett verloren ging. Durch diese Ausrichtung hat Strength of Steel in der Diskografie von Anvil einen Sonderstatus, da die Musik hier schon fast dem True Metal zuzuordnen ist.
Bis heute ist Strength of Steel auch die einzige Platte der Band, die eine Platzierung in den US-Charts erlangen konnte. Sie erreichte # 191 in den Billboard-200-Charts und stellte das Debüt der Band bei Metal Blade Records dar. Für den Song Mad Dog drehte die Band auch zum ersten Mal in ihrer Karriere einen Videoclip, der mit Hilfe eines Förderungsprogrammes finanziert werden konnte.

## Veröffentlichung
Wurden die Vorgängeralben von Attic Records noch sehr stark beworben und in der Metal-Szene wohlwollend aufgenommen, änderte sich dies mit Strength of Steel. Die Promotion verlief schleppend und man hatte Schwierigkeiten, Radiosender zu finden, die bereit waren, die Stücke des Albums zu spielen. Auch das Backcover der originalen Vinyl-Auflage sorgte für Furore, da Lips und Robb anstelle eines schwarzen ein rotes Lederoutfit trugen und die anderen Musiker wie Mitglieder einer Band aussahen, die man dem Glam Rock zuordnen könnte. Das hatte zur Folge, dass von vielen Fans und Radiomoderatoren die Platte gar nicht erst angehört wurde, da man Anvil aufgrund des Fotos nicht mehr für eine Metal-Band hielt.

### Kritiken
Das Album erschien zu einer Zeit, als für die meisten Hörer Anvil bereits in Vergessenheit war, denn durch einige, zum Teil umstrittene Konzerte, bei der die Band Lieder spielte, die nach radiokompatiblem Rock klangen, hatten sich viele Fans von ihr abgewandt. Dem Magazin Crash gegenüber äußerte Lips, dass die Fans Anvil auf keinen Fall vergessen hätten. Wenige Monate später stand im englischen Metal Hammer von Lips zu lesen, dass Anvil wohl ganz neu anfangen müsse und Strength of Steel quasi das Debütalbum sei. So gab es zum Zeitpunkt der Veröffentlichung nur wenige Kritiken zu dem Album. Allerdings wurde es von Magazinen wie dem Rock Hard positiv aufgenommen, da die Musik auf Strength of Steel deutlich härter ausfiel als das Repertoire der damaligen, wenigen Konzerte befürchten ließ. Vom Crash-Redakteur wurde es regelrecht gefeiert. Es sei ein „Knaller erster Güte“ und versprühe „die Intensität früherer Tage“. Im Horror Infernal erreichte es aufgrund des eigenen Stils, zugleich heavy und schleppend-langsam zu sein, 11,8 von 15 möglichen Punkten und belegte damit in der Monatstabelle Platz 6 von 63. Die musikalische Klasse der Alben Hard'n Heavy, Metal on Metal und Forged in Fire konnte Strength of Steel aber nicht erreichen und auch heute gilt die Platte nicht als Klassikeralbum. Mit den Liedern Mad Dog und Cut Loose gibt es zwei Nummern, die es als Huldigung an die beiden Fans gleichen Namens, gelegentlich noch in die Setlist der Live-Konzerte schaffen.

## Lieder
| Nr.          | Titel                                 | Autor(en)    | Länge |
| ------------ | ------------------------------------- | ------------ | ----- |
| 1.           | Strength of Steel                     |              | 3:30  |
| 2.           | Concrete Jungle                       |              | 5:21  |
| 3.           | 9-2-5                                 |              | 2:57  |
| 4.           | I Dreamed It Was the End of the World |              | 4:14  |
| 5.           | Flight of the Bumble Beast            |              | 2:25  |
| 6.           | Cut Loose                             |              | 3:29  |
| 7.           | Mad Dog                               |              | 3:14  |
| 8.           | Straight Between the Eyes             |              | 3:19  |
| 9.           | Wild Eyes (The Stampeders Cover)      | Rich Dodson  | 3:26  |
| 10.          | Kiss of Death                         |              | 5:21  |
| 11.          | Paper General                         |              | 4:49  |
| Gesamtlänge: | Gesamtlänge:                          | Gesamtlänge: | 42:05 |